# アンドレス・ヒメネス
- アンドレス・ジメネス

アンドレス・アルフォンソ・ヒメネス・オソリオ（Andrés Alfonso Giménez Osorio, 1998年9月4日 - ）は、 ベネズエラのララ州バルキシメト出身のプロ野球選手（内野手）。右投左打。MLBのトロント・ブルージェイズ所属。

## 経歴

### プロ入りとメッツ時代

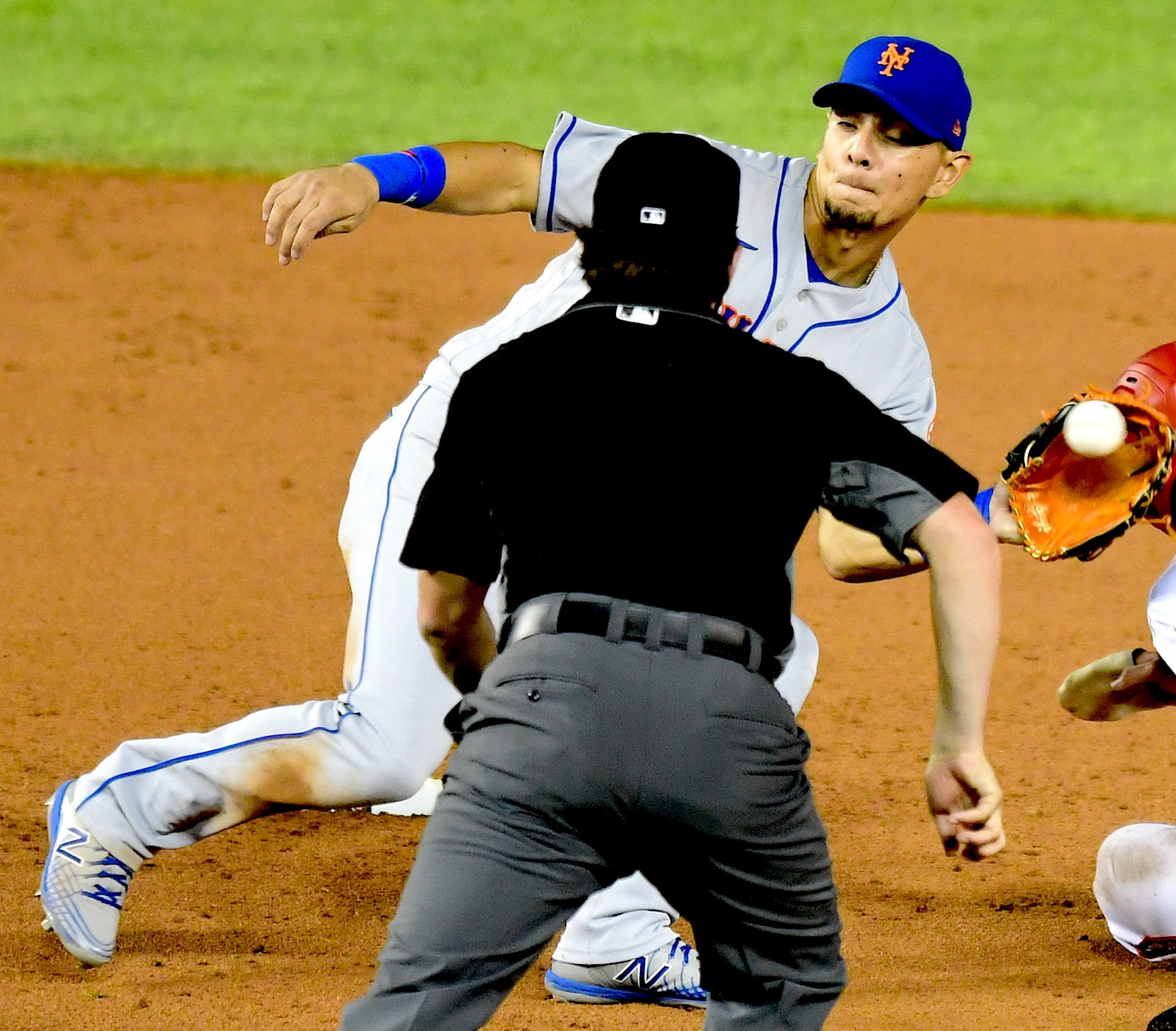
ニューヨーク・メッツ時代
（2020年8月4日）

2015年7月にニューヨーク・メッツと契約してプロ入り。 
2016年は傘下のルーキー級ドミニカン・サマーリーグ・メッツでプロデビュー。62試合に出場して打率.350、3本塁打、38打点、13盗塁を記録した。
2017年はA級コロンビア・ファイヤーフライズでプレーし、92試合に出場して打率.265、4本塁打、31打点、14盗塁を記録した。
2018年はA+級セントルーシー・メッツとAA級ビンガムトン・ランブルポニーズでプレーし、2球団合計で122試合に出場して打率.281、6本塁打、46打点、38盗塁を記録した。また、7月にはオールスター・フューチャーズゲームの世界選抜に選出された。オフにはアリゾナ・フォールリーグに参加し、スコッツデール・スコーピオンズに所属した。
2019年はAA級ビンガムトンでプレーし、117試合に出場して打率.250、9本塁打、37打点、28盗塁を記録した。オフの11月20日にルール・ファイブ・ドラフトでの流出を防ぐために40人枠入りした。
2020年シーズン開幕戦となった7月24日のアトランタ・ブレーブス戦でメジャーデビュー。シーズンでは49試合に出場して打率.263、3本塁打、12打点、8盗塁を記録した。

### インディアンス / ガーディアンズ時代
2021年1月7日にフランシスコ・リンドーア、カルロス・カラスコとのトレードで、アーメッド・ロザリオ、アイザイア・グリーン、ジョシュ・ウルフと共にクリーブランド・インディアンスへ移籍した。シーズンでは68試合に出場して打率.218、5本塁打、16打点、11盗塁を記録した。
2022年は自身初めてオールスターゲームに選出された。
オフの11月17日に全米野球記者協会（BBWAA）の投票による最優秀選手賞では3位票2、4位票3、5位票5、6位票7、7位票6、8位票4、9位票1、10位票1の計141ポイントで6位にランクインした。12月5日には自身初となるセカンドチームの二塁手としてオールMLBチームに選出された。
2023年はシーズン開幕前の3月に開催された第5回WBCのベネズエラ代表に選出された。3月30日には7年1億650万ドル+球団オプション1年という条件での契約延長が発表された。この年は153試合に出場し、打率.251、15本塁打、62打点、30盗塁（チーム最多）を記録したが、打撃成績は軒並み下落した。2年連続のゴールドグラブ賞と自身初のプラチナ・ゴールドグラブを受賞した。
2024年は152試合に出場して打率.252、9本塁打、63打点、30盗塁、OPS.638に留まったが、3年連続でゴールドグラブ賞を受賞した。

### ブルージェイズ時代
2024年12月10日にスペンサー・ホーウィッツ、ニック・ミッチェルとのトレードで、ニック・サンドリンと共にトロント・ブルージェイズへ移籍した。

## 選手としての特徴
- 俊足好打の遊撃手で野球IQやリーダーシップも高評価を受けている[11]。

- 打席での特徴は死球が多いことが挙げられる。2022年はリーグ最多の25死球、2023年もリーグ2位の20死球を記録している。

## 詳細情報

### 年度別打撃成績
| 年 度    | 球 団    | 試 合 | 打 席 | 打 数 | 得 点 | 安 打 | 二 塁 打 | 三 塁 打 | 本 塁 打 | 塁 打 | 打 点 | 盗 塁 | 盗 塁 死 | 犠 打 | 犠 飛 | 四 球 | 敬 遠 | 死 球 | 三 振 | 併 殺 打 | 打 率 | 出 塁 率 | 長 打 率 | O P S |
| -------- | -------- | ----- | ----- | ----- | ----- | ----- | -------- | -------- | -------- | ----- | ----- | ----- | -------- | ----- | ----- | ----- | ----- | ----- | ----- | -------- | ----- | -------- | -------- | ----- |
| 2020     | NYM      | 49    | 132   | 118   | 22    | 31    | 3        | 2        | 3        | 47    | 12    | 8     | 1        | 0     | 1     | 7     | 0     | 6     | 28    | 0        | .263  | .333     | .398     | .732  |
| 2021     | CLE      | 68    | 210   | 188   | 23    | 41    | 10       | 0        | 5        | 66    | 16    | 11    | 0        | 1     | 3     | 11    | 0     | 7     | 54    | 1        | .218  | .282     | .351     | .633  |
| 2022     | CLE      | 146   | 557   | 491   | 66    | 146   | 26       | 3        | 17       | 229   | 69    | 20    | 3        | 4     | 3     | 34    | 4     | 25    | 112   | 9        | .297  | .371     | .466     | .837  |
| 2023     | CLE      | 153   | 616   | 557   | 76    | 140   | 27       | 5        | 15       | 222   | 62    | 30    | 6        | 4     | 3     | 32    | 3     | 20    | 112   | 10       | .251  | .314     | .399     | .712  |
| 2024     | CLE      | 152   | 633   | 583   | 64    | 147   | 22       | 1        | 9        | 198   | 63    | 30    | 5        | 3     | 6     | 26    | 1     | 15    | 97    | 11       | .252  | .298     | .340     | .638  |
| MLB：5年 | MLB：5年 | 568   | 2148  | 1937  | 251   | 505   | 88       | 11       | 49       | 762   | 222   | 99    | 15       | 12    | 16    | 110   | 8     | 73    | 403   | 31       | .261  | .322     | .393     | .715  |

- 2024年度シーズン終了時
- 各年度の太字はリーグ最高
- クリーブランド・インディアンスは、2022年にクリーブランド・ガーディアンズに球団名を変更

### WBCでの打撃成績
| 年 度 | 代 表      | 試 合 | 打 席 | 打 数 | 得 点 | 安 打 | 二 塁 打 | 三 塁 打 | 本 塁 打 | 塁 打 | 打 点 | 盗 塁 | 盗 塁 死 | 犠 打 | 犠 飛 | 四 球 | 敬 遠 | 死 球 | 三 振 | 併 殺 打 | 打 率 | 出 塁 率 | 長 打 率 |
| ----- | ---------- | ----- | ----- | ----- | ----- | ----- | -------- | -------- | -------- | ----- | ----- | ----- | -------- | ----- | ----- | ----- | ----- | ----- | ----- | -------- | ----- | -------- | -------- |
| 2023  | ベネズエラ | 5     | 19    | 17    | 2     | 5     | 0        | 0        | 0        | 5     | 1     | 0     | 0        | 0     | 0     | 2     | 0     | 0     | 1     | 1        | .294  | .368     | .294     |

### 年度別守備成績
| 年 度 | 球 団 | 二塁（2B） | 二塁（2B） | 二塁（2B） | 二塁（2B） | 二塁（2B） | 二塁（2B） | 三塁（3B） | 三塁（3B） | 三塁（3B） | 三塁（3B） | 三塁（3B） | 三塁（3B） | 遊撃（SS） | 遊撃（SS） | 遊撃（SS） | 遊撃（SS） | 遊撃（SS） | 遊撃（SS） |
| 年 度 | 球 団 | 試 合      | 刺 殺      | 補 殺      | 失 策      | 併 殺      | 守 備 率   | 試 合      | 刺 殺      | 補 殺      | 失 策      | 併 殺      | 守 備 率   | 試 合      | 刺 殺      | 補 殺      | 失 策      | 併 殺      | 守 備 率   |
| ----- | ----- | ---------- | ---------- | ---------- | ---------- | ---------- | ---------- | ---------- | ---------- | ---------- | ---------- | ---------- | ---------- | ---------- | ---------- | ---------- | ---------- | ---------- | ---------- |
| 2020  | NYM   | 19         | 11         | 17         | 0          | 2          | 1.000      | 10         | 3          | 9          | 1          | 1          | .923       | 23         | 33         | 43         | 1          | 9          | .987       |
| 2021  | CLE   | 25         | 44         | 64         | 1          | 17         | .991       | -          | -          | -          | -          | -          | -          | 42         | 52         | 113        | 6          | 22         | .965       |
| 2022  | CLE   | 125        | 226        | 317        | 9          | 70         | .984       | -          | -          | -          | -          | -          | -          | 18         | 14         | 46         | 0          | 6          | 1.000      |
| 2023  | CLE   | 150        | 259        | 401        | 6          | 87         | .991       | -          | -          | -          | -          | -          | -          | -          | -          | -          | -          | -          | -          |
| 2024  | CLE   | 152        | 233        | 396        | 9          | 93         | .986       | -          | -          | -          | -          | -          | -          | -          | -          | -          | -          | -          | -          |
| MLB   | MLB   | 471        | 773        | 1195       | 25         | 269        | .987       | 10         | 3          | 9          | 1          | 1          | .923       | 83         | 99         | 202        | 7          | 37         | .977       |

- 2024年度シーズン終了時
- 各年度の太字はリーグ最高
- 各年度の太字年はゴールドグラブ賞受賞

### 表彰
- ゴールドグラブ賞（二塁手部門）：3回（2022年 - 2024年）
- プラチナ・ゴールド・グラブ賞：1回（2023年）
- オールMLBチーム[12]
  - セカンドチーム（二塁手）：1回（2022年）

### 記録
MiLB
- オールスター・フューチャーズゲーム選出：1回（2018年）

MLB
- MLBオールスターゲーム選出：1回（2022年）

### 背番号
- 60（2020年）
- 0（2021年 - ）

### 代表歴
- 2023 ワールド・ベースボール・クラシック・ベネズエラ代表